# Пражская дефенестрация (1618)
Вторая пражская дефенестрация произошла 23 мая 1618 года и стала началом восстания чешских сословий против власти Габсбургов, первого этапа Тридцатилетней войны. Группа протестантских дворян выбросила имперских наместников Вилема Славату и Ярослава из Мартиниц вместе с секретарём канцелярии Филиппом Фабрициусом в ров из высокого крепостного окна Старого королевского дворца на Пражском граде. Все трое выжили. Католическая церковь объяснила их чудесное спасение помощью Девы Марии, а протестанты — находившейся под окнами замка навозной кучей.

## Предыстория
В начале XVII века преимущественно протестантская Чехия находилась под управлением католической династии Габсбургов вместе с другими владениями чешской короны: Моравией, Силезией и Лаузицем. В стране постепенно усиливалась католическая партия, которую называли «испанской», и протестанты в связи с этим боялись отмены полученных ими широких привилегий. Ситуация ухудшилась в 1617 году, когда бездетный император Священной Римской империи Матвей (король Чехии под именем Матиаш II) объявил наследником чешского престола своего племянника эрцгерцога Фердинанда Штирийского, фанатичного католика, известного нетерпимостью по отношению к «еретикам».
Сразу после этого Матвей начал отказываться от уступок протестантам, сделанных его предшественником Рудольфом II и зафиксированных в «Грамоте величества» 1609 года. Наиболее заметные конфликтные ситуации возникли в деревне Клостерграб и в городе Браунау. В первом случае деревня, принадлежавшая королю и получившая, согласно «Грамоте величества», свободу вероисповедания, оказалась под властью пражского архиепископа; тот заставил всё население перейти в католичество и приказал опечатать недавно построенную протестантскую церковь. Во втором случае местный католический аббат попытался запретить использование протестантского храма, а члены заявившей протест делегации бюргеров были арестованы. Матвей встал на сторону католиков, церковь в Клостерграбе была разрушена королевскими солдатами.
В марте 1618 года оппозиционно настроенные бюргеры и протестантские дворяне по призыву графа Турна собрались в Праге и обратились к уехавшему в Вену императору с требованием освободить заключённых и прекратить нарушение религиозных прав протестантов. На май был назначен ещё один съезд, более представительный. Император запретил проведение этого собрания и объявил, что собирается покарать зачинщиков. Тем не менее к 20 м числам мая в Праге собралась многочисленная делегация — дворяне и бюргеры с разных концов страны, крайне обеспокоенные происходящим и уверенные в том, что действия Гасбургов нарушают их религиозные и сословные права.

## Дефенестрация
Собравшиеся в Праге протестанты подозревали, что император прислал суровый ответ из-за королевских наместников-католиков, которые заседали в Градчанах. 22 мая на одном из собраний видных оппозиционеров во дворце Альбрехта Яна Смиржицкого, по-видимому, прозвучало предложение подвергнуть их, по старинному чешскому обычаю, дефенестрации — выбросить из окон, подобно тому как поступили в 1419 году с членами пражского городского совета. На следующий день участники съезда направились в Градчаны, причём их сопровождала огромная толпа. Во дворце они застали наместников Адама из Штернберка, Матиаша Депольта Попела из Лобковиц, Вилема Славату и Ярослава Боржиту из Мартиниц (Адам фон Вальдштейн отсутствовал из-за болезни).
Оппозиционеры потребовали от наместников объяснений, те ответили, что всегда действовали в пределах своих полномочий и что они не могут влиять на решения императора. Мирный разговор быстро превратился в ожесточённые прения. Граф Турн предложил выбросить наместников наружу; Штернберка и Лобковица просто вывели из канцелярии, а Славату и Мартиница, всеми ненавидимых ультракатоликов, схватили и повели к окну. Сначала выбросили Мартиница, потом Славату (он цеплялся за подоконник, протестанты били его по пальцам рукоятями кинжалов) и секретаря канцелярии Филиппа Фабрициуса, пытавшегося спрятаться под столом.
Все трое остались в живых, хотя упали с 15-метровой высоты. Причиной тому могли стать тёплая одежда (в Праге тогда стояла холодная погода) и пологий откос стены дворца. Славата всё же ушиб голову и ненадолго потерял сознание, а Мартиниц поранился собственным кинжалом. Протестанты, видя, что наместники живы, начали стрелять по ним из окон и отправили вниз своих слуг; однако Славата и Мартиниц смогли выбраться из рва и добраться до дворца Лобковицей, хозяйка которого Поликсена Лобковиц, будучи ревностной католичкой и родственницей Славаты, дала им убежище. Бунтовщики потребовали от неё выдать пострадавших, но получили отказ. Мартиниц вскоре бежал в Австрию, Славата долго лечился и оставался под домашним арестом, но в 1619 году тоже смог бежать. Фабрициус в тот же день выбрался из Праги и 16 июня добрался до Вены, где рассказал Фердинанду о случившемся. За свои заслуги он был возведён в дворянское звание с добавкой к фамилии «von Hohenfall» (высокое падение).
Причины такого исхода дефенестрации две стороны конфликта объясняли по-разному: протестанты утверждали, что наместники упали на навозную кучу, католики — что им помогла Дева Мария.

## Последствия
Дефенестрация означала мятеж против королевской власти и разрыв между чешскими сословиями и Габсбургами. В Праге было сформировано новое правительство — «директория», нашедшее поддержку в Моравии, Лаузице и Верхней Австрии. Фердинанд начал собирать армию для разгрома восстания, чехам сочувствовали многие протестантские князья и города Германии, а также Республика Соединённых провинций, Англия, Савойя, Венеция. Постепенно существенная часть Европы оказалась втянута в затяжной и кровопролитный конфликт, получивший впоследствии название «Тридцатилетняя война».